# Chauliodus macouni
Chauliodus macouni är en fiskart som beskrevs av Bean, 1890. Chauliodus macouni ingår i släktet Chauliodus och familjen Stomiidae. Inga underarter finns listade i Catalogue of Life.